# ГЕС Guānmàozhōu
ГЕС Guānmàozhōu (官帽舟水电站) — гідроелектростанція у центральній частині Китаю в провінції Сичуань. Становить верхній ступінь в каскаді на річці Mabian, правій притоці Міньцзян, котра, своєю чергою, є лівою притокою Дзинші (верхня течія Янцзи).
У межах проєкту річку перекрили земляною греблею з асфальтобетонним ущільненням висотою 108 метрів. Вона утримує витягнуте на 7,3 км водосховище з об'ємом 87,5 млн м3 (корисний об'єм 57,3 млн м3) та припустимим коливання рівня поверхні в операційному режимі між позначками 640 та 674 метри НРМ. Під час повені об'єм водойми може зростати до 97,3 млн м3.
Зі сховища через прокладений у лівобережному гірському масиві дериваційний тунель довжиною близько 6 км ресурс транспортується до головного машинного залу. Тут встановлено дві турбіни потужністю по 55 МВт, які забезпечують виробництво 444 млн кВт·год електроенергії на рік. Крім того, для підтримки природної течії річки частина води випускається біля греблі через допоміжний машинний зал, котрий має потужність у 10 МВт та виробляє 40 млн кВт·год електроенергії на рік.